# Харлан, Владимир Иванович
Владимир Иванович Харлан (род. 12 августа 1947, Шпротава, Любушское воеводство) — главный врач Алёшковской центральной районной больницы Херсонской области. Герой Российской Федерации (2025).

## Биография
Родился 12 августа 1947 года в городе Шпротава в семье Героя Советского Союза Ивана Фёдоровича Харлана.
В 1971 году окончил медицинскую академию имени С. И. Георгиевского. 
Выдвигался в Херсонский областной совет (Украина) от блока Владимира Сальдо. Избран не был.
Выдвигался в Херсонский областной совет (РФ). Избран не был.
Является главным врачом Алёшковской центральной районной больницы в Херсонской области. Неоднократно был ранен, работая в  прифронтовой больнице, а также отмечался государственными и профессиональными наградами.
В апреле 2025 года Харлану было присвоено звание Героя Российской Федерации. В 2024 году получил Орден Мужества, в 2023 году был награждён медалью Луки Крымского.

## Звания и награды
- Герой Российской Федерации (2025)[5] — за героизм и самоотверженность, проявленные при исполнении профессионального долга в экстремальных условиях.
- Орден Мужества (2024)[6] — за смелые и решительные действия, совершённые при исполнении служебного долга в условиях, сопряжённых с риском для жизни.
- Медаль Луки Крымского (2023)[7] — за самоотверженность и высокий профессионализм при лечении пациентов в сложных условиях.